# Simalia kinghorni
Espèce
Synonymes
- Liasis amethistinus kinghorni Stull, 1933
- Morelia kinghorni (Stull, 1933)

Statut CITES
Simalia kinghorni est une espèce de serpents de la famille des Pythonidae.

## Répartition
Cette espèce est endémique du Nord-Est du Queensland en Australie. Elle se rencontre aussi sur plusieurs îles du Détroit de Torrès.

## Description
C'est un serpent constricteur ovipare.

## Galerie

Morelia kinghorni
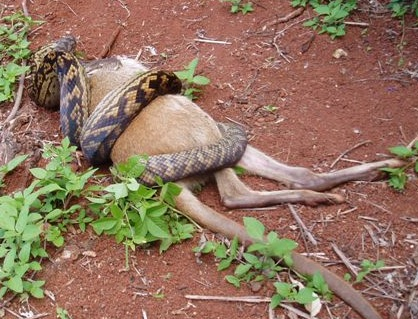
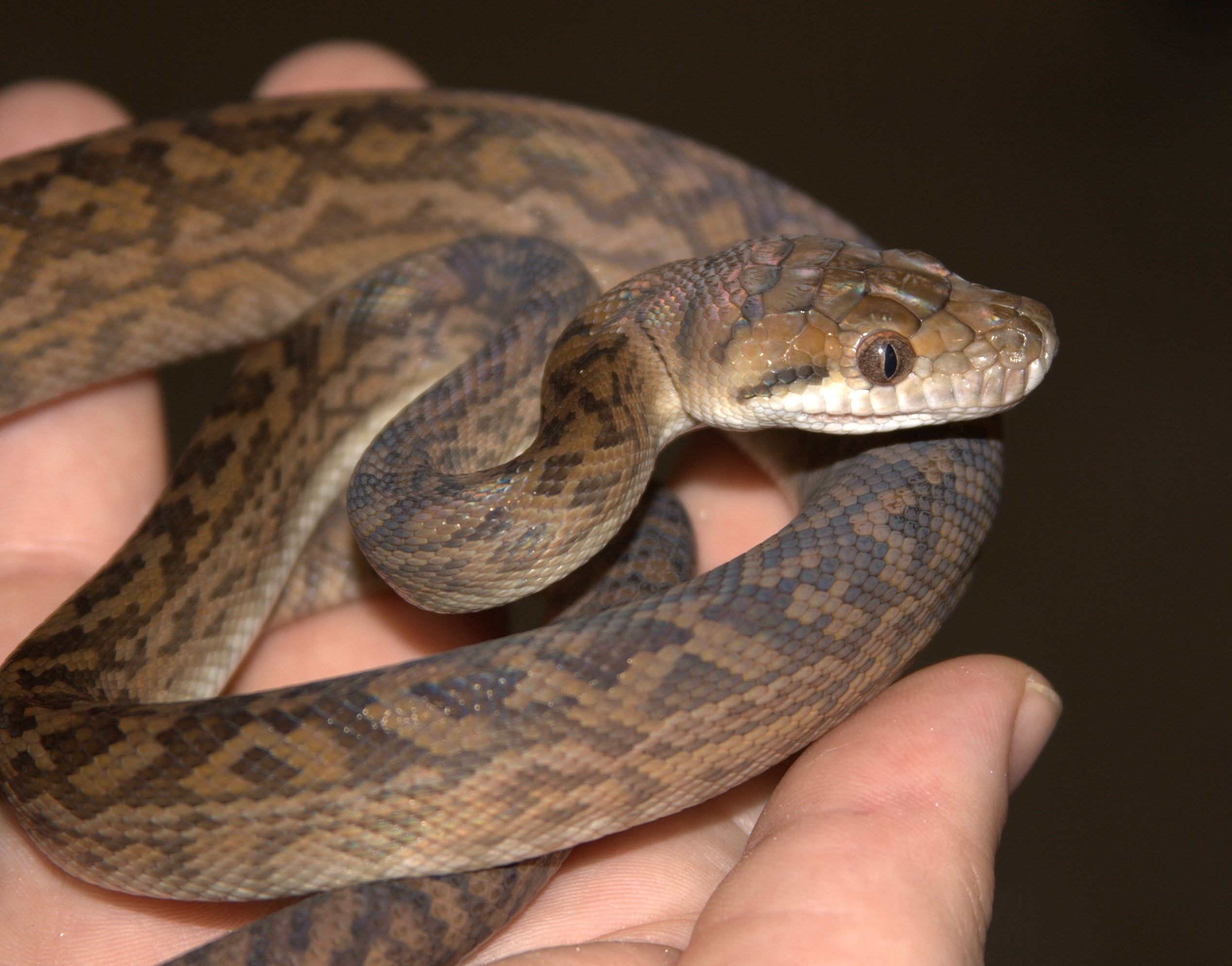
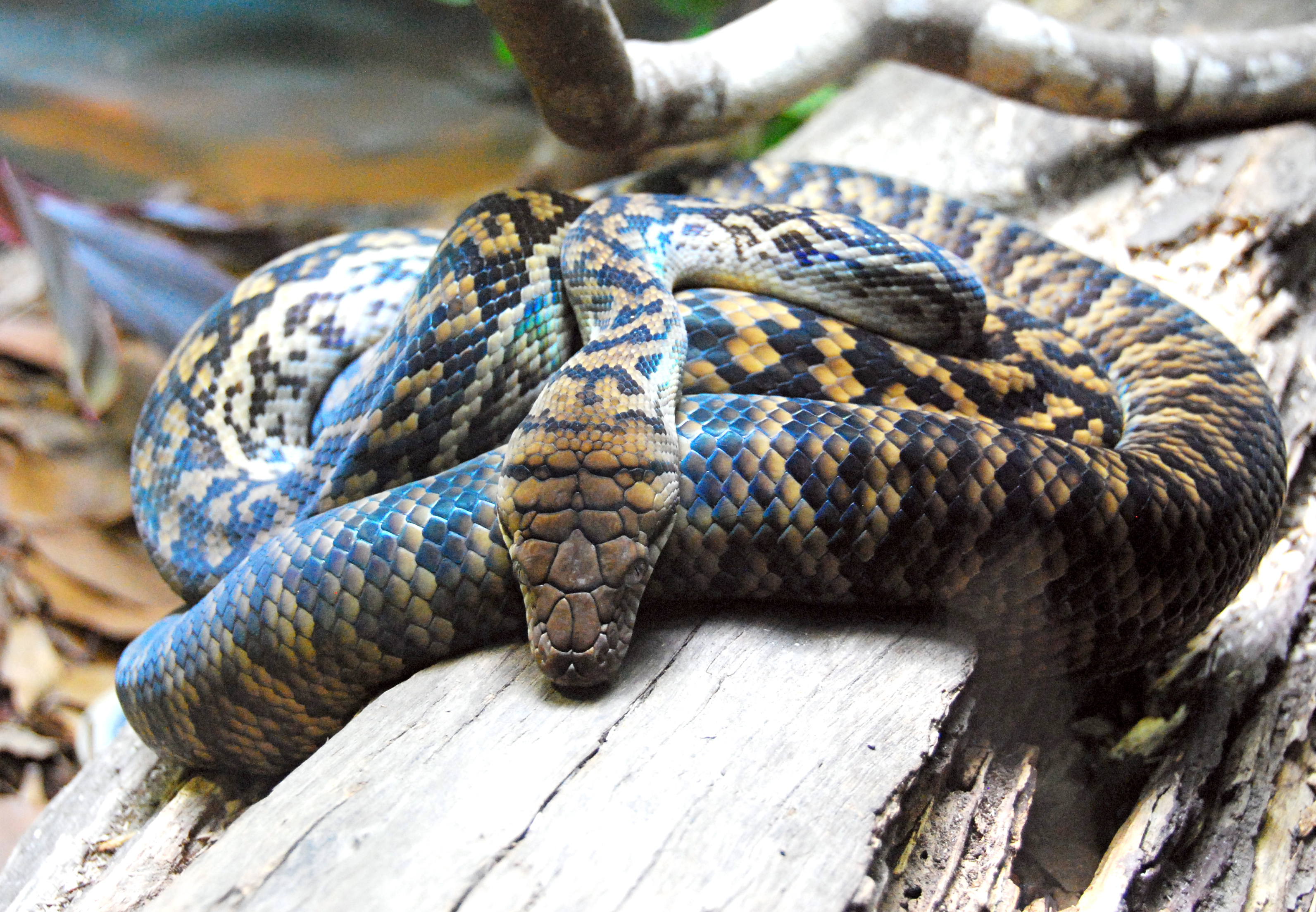

## Étymologie
Cette espèce est nommée en l'honneur de James Roy Kinghorn.

## Publication originale
- Stull, 1933 : Two new subspecies of the family Boidae. Occasional Papers Museum of Zoology, University of Michigan, no 267, p. 1-4 (texte intégral).